# Edmund Husserl
Edmund Gustav Albrecht Husserl (Prossnitz, 8 april 1859 – Freiburg im Breisgau, 27 april 1938) was een Oostenrijks-Duitse filosoof en wordt beschouwd als de grondlegger van de fenomenologie. Voornamelijk via de wegen van zijn volgelingen had Husserl een grote invloed op de ontwikkeling van het twintigste-eeuwse denken. Husserls fenomenologie (φαινόμενον, phainómenon is het Oudgriekse woord voor het verschijnende) is de leer van de verschijnselen en tracht via het zuiver beschrijven van de dingen die aan het bewustzijn verschijnen tot een fundament voor de wetenschap en filosofie te komen.

## Levensloop

### Vroege jaren
Husserl werd geboren in Moravië dat toentertijd deel uitmaakte van Oostenrijk (tegenwoordig behorend tot Tsjechië). Hij studeerde in Leipzig filosofie, wiskunde en natuurkunde waarbij hij zich met name richtte op sterrenkunde en optica. In 1878 ging hij naar Berlijn en later naar Wenen om daar te promoveren in de wiskunde. Alhoewel hij van geboorte joods was, liet hij zich in 1886 dopen. Zijn vrouw, Malvine Charlotte Steinschneider, was ook van geboorte joods, maar ook zij liet zich voor hun huwelijk dopen.

### Transcendentale fenomenologie
Er worden doorgaans drie belangrijke perioden in Husserl denken onderscheiden die samenhangen met de universiteiten waaraan hij verbonden was, allereerst Halle (1887 - 1901) als Privatdocent, vervolgens als volledig professor Göttingen (1901 - 1916) en ten slotte Freiburg (1916 tot aan zijn emeritaat in 1928). In Freiburg was een van zijn assistenten de later belangrijke filosoof Martin Heidegger. Een andere voorname assistente was de later heilig verklaarde Nederlands-Duitse kloosterzuster Edith Stein.
In het inmiddels klassieke werk Ideen I uit 1913 ontwikkelt Husserl voor het eerst zijn filosofie systematisch als een pure transcendentale fenomenologie. Husserl ontwikkelt hier de belangrijkste fenomenologische noties die in de meeste van zijn te volgen werken impliciet zijn aangenomen, zoals de fenomenologische reductie, de epoche en eidetische variatie. De fenomenologische reductie is voor Husserl een noodzakelijkheid voor het waarborgen van absolute zekerheid. Hij beroept zich hier op het principe van twijfel van Descartes: ik kan nooit zeker weten of de stok nu recht of gebogen is, of een duivel mijn waarnemingen bedriegt of niet. Husserl beweert dus dat alle empirische kennis in wezen ongegrond is, daar zij stoelt op het geloof in de externe wereld waarvoor zij uiteindelijk geen bewijsvoering kan leveren (de natural attitude). De oplossing is de fenomenologische reductie, waarmee alle transcendente constituties van het bewustzijn gereduceerd worden tot de wetten van immanente constitutie. Dit wil zeggen: we beroepen ons op de immanente fenomenen waarvan we wel zeker moeten zijn, ongeacht of de zinsconstitutie als correlaat van de fenomenen daadwerkelijk extern bestaansrecht heeft of niet. Dit impliceert dus ook, conform Franz Brentano en Alexius Meinong, dat alle zinsconstituties bestaansrecht hebben ongeacht enige bewijsvoering voor het fysieke bestaan ervan (bijvoorbeeld eenhoorns). Er gelden dan wel andere fenomenologische wetten voor de verschillende domeinen waarin eenhoorns ten opzichte van dieren zich bevinden (de eerste behoort tot de fantasie). Husserls fenomenologie is transcendentaal doordat ze zich toelegt op het ontdekken van noodzakelijke wetten binnen het immanente domein. Waar empirische wetenschappen kennis over feiten winnen, stoelt fenomenologie op de constanten in alle mogelijkheden van ervaring. Daarmee is de fenomenologie volgens Husserl, in tegenstelling tot feitenwetenschappen, een volledig eidetische of wezenswetenschap.
Voor veel van Husserls volgelingen ging de fenomenologische reductie echter te ver doordat ze stoelt op een reductie van de wereld tot de immanente sfeer van het bewustzijn van het ervarende subject. Met andere woorden: het leek voor velen een onacceptabele neiging tot idealisme en subjectivisme te impliceren. Heidegger zou later tevens beweren dat Husserls fenomenologie een ongegronde nadruk legt op intentionaliteit, dat wil zeggen op de subject-object-correlatie. Meer recent werk in Husserl-studies benadrukt steeds meer de wending die Husserls denken onderging in de genetische fase van zijn denken.
Bij zowel zijn fenomenologische als voorfenomenologische onderzoekingen kwam Husserl met bezwaren tegen zowel het empirisme als het rationalisme. Volgens Husserl is noch ervaring, noch rede een fundamentele kennisbron: we dienen de fenomenen zelf te laten spreken, de zuivere aanschouwing van hetgeen ons in het bewustzijn is gegeven. Later kreeg Husserl meer oog voor het feit dat ons bewustzijn niet helemaal gezuiverd kon worden, en verschoof zijn aandacht van het bewustzijn naar de leefwereld — het geheel van vanzelfsprekendheden dat onze ervaring stempelt. Deze verandering betekent echter niet dat Husserl zijn fenomenologisch raamwerk en de idee van pure transcendentale kennis liet vallen. Hij was tevens allesbehalve anti-rationalistisch of anti-positivistisch: veeleer beschouwde hij zijn eigen transcendentale fenomenologie als de ultieme wetenschap.

### Genetische fenomenologie
In 1917 nam Husserls denken een belangrijke wending door de vernieuwde aandacht voor innerlijk tijdsbewustzijn. In de Bernauer Manuscripten, gedateerd 1917, spreekt Husserl voor het eerst over het onderscheid in statische fenomenologie en genetische fenomenologie. In deze tweedeling is statische fenomenologie de methode zoals hij die tot 1917 ontwikkeld had. Genetische fenomenologie, afgeleid van het woord genesis, stelde Husserl in staat om de fenomenologische oorsprong van bepaalde constituties te onderzoeken. Een belangrijk aspect hiervan en tevens het centrale thema van zijn denken in de jaren twintig was passieve synthese: het domein van zingeving dat voorafgaat aan de activiteit van het ego, oftewel voorafgaat aan de subject-object-relatie waardoor intentionaliteit zich kenmerkt. Husserl zou later, in Analysen zur passiven Synthesis, expliciet aangeven dat genetische fenomenologie de prioriteit heeft boven statische fenomenologie.
Sommige hedendaagse fenomenologen, zoals Anthony Steinbock, onderscheiden nog een laatste fase in Husserls denken, genaamd generatieve fenomenologie. Centrale werken zijn hier Krisis (1936) en Ursprung der Geometrie (1936). Hierin ontwikkelt Husserl onder meer de invloedrijke notie van leefwereld.

### Laatste jaren en nalatenschap
Husserl was voor 1933 zeer productief, publiceerde geregeld zijn bevindingen en had een zeer omvangrijke correspondentie met filosofen en wiskundigen over de hele wereld. Ook na zijn pensioen bleef hij actief met onderzoek en publiceren. De toegang tot de bibliotheek van Freiburg werd hem echter geweigerd toen de nazi's aan de macht kwamen, hoewel hij geen praktiserend jood was. Daarmee kon hij niet veel meer onderzoeken op filosofisch gebied. Na zijn dood (1938) werden zijn omvangrijke archief, manuscripten en researchbibliotheek naar België gesmokkeld (1939) waar ze, nu te Leuven, de Husserl-archieven vormen bij de filosofische faculteit van de Katholieke Universiteit Leuven (er zijn inmiddels meer Husserl-archieven opgezet, om de taken te verdelen). Veel van Husserls ongepubliceerde materiaal is daarna alsnog in de zogenaamde (onder andere kritische) postume Husserliana-edities verschenen. Husserl liet ca. 40.000 pagina's manuscript (in idiografisch steno) achter, die nu nog worden bewerkt, wat voor de gestaag voortgaande publicatie van zijn ongepubliceerde - volgens Husserl zelf zelfs belangrijkste - geschriften zorgt.

## Invloed van Husserl op de filosofie
Husserls werk heeft veel eigentijdse en latere filosofen in grote mate beïnvloed in hun denken. De belangrijkste:
- Kazimierz Ajdukiewicz
- Robert Brandom
- Rudolf Carnap
- Marvin Farber
- Kurt Gödel
- Martin Heidegger
- Karl Jaspers
- Stanisław Leśniewski
- Emmanuel Levinas
- John McDowell
- Maurice Merleau-Ponty
- Paul Ricœur
- Jean-Paul Sartre
- Alfred Schütz
- Wilfrid Sellars
- Edith Stein
- Hermann Weyl
- Johannes Paulus II[3]

## Werken
De belangrijkste zijn:
- Über den Begriff der Zahl. Psychologische Analysen (1887)
- Philosophie der Arithmetik. Psychologische und logische Untersuchungen (1891)
- Logische Untersuchungen. Erster Teil: Prolegomena zur reinen Logik (1900)
- Logische Untersuchungen. Zweiter Teil: Untersuchungen zur Phänomenologie und Theorie der Erkenntnis (1901)
- Philosophie als strenge Wissenschaft (1911)
- Ideen zu einer reinen Phänomenologie und phänomenologischen Philosophie. Erstes Buch: Allgemeine Einführung in die reine Phänomenologie (1913)
- Vorlesungen zur Phänomenologie des inneren Zeitbewusstseins (1928)
- Formale und transzendentale Logik. Versuch einer Kritik der logischen Vernunft (1929)
- Méditations cartésiennes (1931)
- Die Krisis der europäischen Wissenschaften und die transzendentale Phänomenologie: Eine Einleitung in die phänomenologische Philosophie (1936)

### Husserl-archieven
- (nl)  Husserl-Archief Leuven
- (de)  Husserl-archieven in Keulen
- (de)  Husserl-Archieven Freiburg
- (en)  Husserl Archives at the New School
- (fr)  Archives Husserl de Paris

### Sites over Husserl
- (en)  www.husserlpage.com
- (en)  Husserl.net
- (en)  "Edmund Husserl" in Stanford Encyclopedia of Philosophy
- (en)  The Husserl Circle
- (nl)  The Husserl Circle

- Bibsys: 90104046
- Biblioteca Nacional de Chile: 000035243
- Biblioteca Nacional de España: XX877860
- Bibliothèque nationale de France: cb11908089c (data)
- Catàleg d'autoritats de noms i títols de Catalunya: 981058520134606706
- CiNii: DA00396513
- Gemeinsame Normdatei: 118555006
- International Standard Name Identifier: 0000 0001 2130 2460
- Library of Congress Control Number: n79106092
- Nationale Bibliotheek van Letland: 000035161
- Mathematics Genealogy Project: 82584
- Bibliotheek van het Japanse parlement: 00444093
- Nationale Bibliotheek van Tsjechië: jk01043325
- Nationale bibliotheek van Australië: 35215601
- Nationale Bibliotheek van Israël: 987007262928805171
- Nationale Bibliotheek van Polen: a0000001179407
- Nationale en Universitaire bibliotheek Zagreb: 000100440
- Nederlandse Thesaurus van Auteursnamen: 068374348
- Réseau des bibliothèques de Suisse occidentale: 02-A000082377
- Istituto Centrale per il Catalogo Unico: CFIV006235
- LIBRIS: 207006
- SNAC: w6gq73zv
- Système universitaire de documentation: 027421538
- Trove: 180096
- Union List of Artist Names: 500222641
- Virtual International Authority File: 44300322
- WorldCat: E39PBJwXdwdQwdjXwhgvhqgtKd